# Marta Łyczakowska
Marta Łyczakowska z domu Krajewska (ur. 2 maja 1998) – polska siatkarka, reprezentantka kraju, grająca na pozycji rozgrywającej. 
W czerwcu 2022 roku poślubiła Bartłomieja Łyczakowskiego, który jest asystentem trenera i statystykiem w klubach siatkarskich.

## Sukcesy klubowe

### juniorskie
Ogólnopolska Olimpiada Młodzieży:
- 2014[6]

Mistrzostwa Polski Kadetek:
- 2014[7]

### seniorskie
Tauron Liga:
- 2021, 2022[8]

Superpuchar Polski:
- 2021

Puchar Polski:
- 2022

## Sukcesy reprezentacyjne
Letnia Uniwersjada:
- 2021[9]